# East Texas
East Texas est le plus grand gisement pétrolier jamais trouvé aux États-Unis en dehors de l'Alaska, où Prudhoe Bay le dépasse. Il fut découvert en 1930 par Columbus Marion Joiner, et constituait une découverte énorme pour l'époque. Le gisement s'étale sur plus de 500 km2, ce qui explique que certains des puits creusées dans les années suivantes furent d'abord interprétées comme des découvertes séparées.
Il s'ensuivit un développement assez anarchique du gisement, chaque propriétaire de terrain le surplombant étant libre d'y creuser des puits et de produire du pétrole, ce qui eut tendance à saturer le marché américain du pétrole au début des années 1930, alors que la demande était ralentie par la Grande Dépression. La production fut alors limitée par la Railroad Commission of Texas, et même parfois suspendue. En 1933, le gisement produisit 200 kbbl/j, soit quelque 12 % de la production mondiale de cette année. 
Ce gisement, mythe de l'histoire pétrolière, est en 2009 pratiquement épuisé, avec une production de l'ordre de 10 kbbl/j. Plus de 5,2 Gbbl ont été extraits, sur environ 6 initialement présents, ce qui représente un taux de récupération hors du commun, en raison des conditions favorables du réservoir crétacé. Plus de 30 000 puits ont été forés dans le gisement, ce qui constitue le record absolu pour un seul gisement - pour comparaison, l'Arabie saoudite entière a moins de 2 000 puits en production.